# Microsoft Works
Microsoft Works foi um programa para escritório produzido pela Microsoft Corporation. Menor e mais acessível que a suíte Microsoft Office, suas principais funções incluíam um processador de texto, planilha eletrônica e banco de dados. Versões mais atuais incluíam um aplicativo calendário, enquanto versões mais antigas incluíam um emulador de terminal.

## História
Até a versão 4.5a, o Works utilizava uma arquitetura de programa monolítico na qual as diferentes funcionalidades do programa eram executados sob a mesma interface, de maneira similar ao AppleWorks. Resultava em uma utilização de memória e espaço em disco reduzidos permitindo que o programa fosse utilizado em computadores com poucos recursos.
A versão 5.0 migrou para uma estrutura modular que abre cada documento como uma instância separada e usa o sistema de impressão do Internet Explorer.
Em 2006, a Microsoft descontinuou o formato de arquivos "wps" do processador de textos do Works em favor do formato "doc" nativo do Microsoft Word.
No final de 2009, a Microsoft anunciou que substituiria o Microsoft Works pelo Office 2010 Starter Edition.

## Recursos
O Works possui compatibilidade com os documentos criados nos programas do Microsoft Office; Microsoft Word e Microsoft Excel.
Devido ao seu baixo custo, empresas como HP, Compaq, Gateway, Toshiba, IBM e Dell frequentemente pré-instalam o Works em seus computadores voltados ao consumidor doméstico.
A Microsoft disponibiliza um conversor para migrar arquivos do processador de textos do Works 6.0 e superiores para versões anteriores do Works e as versões 97 a 2003 do Microsoft Word.

## Suporte emsoftwareslivres
Uma biblioteca C++ geral, que em 2007 ainda está em desenvolvimento e foi publicado experimentalmente como wps_test, é capaz de abrir arquivos criados com diversas versões do Microsoft Works. Para maior compatibilidade de arquivos, eles devem ser exportados em formato RTF.

## Cronologia de versões

### Works para MS-DOS
- Microsoft Works 1.12
- Microsoft Works 2.0 e 2.0a
- Microsoft Works 3.0, 3.0a e 3.0b

### Works para Mac OS
- Microsoft Works 1.0
- Microsoft Works 2.0
- Microsoft Works 3.0
- Microsoft Works 4.0

### Works para Microsoft Windows
- Microsoft Works 2.0 and 2.0a (Windows 3.x)
- Microsoft Works 3.0, 3.0a and 3.0b (Windows 3.x)
- Microsoft Works 4.0, 4.0a, 4.5 and 4.5a (Windows 95)
- Microsoft Works 2000 (v.5) (Microsoft Works Suite 2000)
- Microsoft Works 6.0 (Microsoft Works Suite 2001 e 2002)
- Microsoft Works 7.0 (Microsoft Works Suite 2003 e 2004)
- Microsoft Works 8.0 (Microsoft Works Suite 2005)
- Microsoft Works 8.5 (atualização gratuita a partir das versões 8.0 e Microsoft Works Suite 2006)
- Microsoft Works 9.0

## Softwares inclusos
- Home Essentials 97 (Works 4.0): Word 97, Encarta 97, Greetings Workshop 1.0, Entertainment Pack: Microsoft Arcade.
- Home Essentials 98 (Works 4.5): Word 97, Encarta 98, Money 98, Greetings Workshop 2.0, Entertainment Pack: Puzzle Collection.
- Works Deluxe 99 (Works 4.5): Word 97, Encarta 99, Money 99 Basic, Graphics Studio Greetings 99, Expedia Streets 98, Picture It! Express 2.0.
- Works Suite 2000 (Works 5.0): Word 2000, Encarta Standard 2000, Money 2000 Standard, Home Publishing 2000, Expedia Streets & Trips 2000, Picture It! Express 2000.
- Works Suite 2001 (Works 6.0): Word 2000, Encarta Standard 2001, Money 2001 Standard, Streets & Trips 2001, Picture It! Publishing 2001.
- Works Suite 2002 (Works 6.0): Word 2002, Encarta Standard 2002, Money 2002 Standard, Streets & Trips 2002, Picture It! Photo 2002.
- Works Suite 2003 (Works 7.0): Word 2002, Encarta Standard 2003, Money 2003 Standard, Streets & Trips 2003, Picture It! Photo 7.0.
- Works Suite 2004 (Works 7.0): Word 2002, Encarta Standard 2004, Money 2004 Standard, Streets & Trips 2004, Picture It! Photo Premium 9.
- Works Suite 2005 (Works 8.0): Word 2002, Encarta Standard 2005, Money 2005 Standard, Streets & Trips 2005, Picture It! Premium 10.
- Works Suite 2006 (Works 8.0): Word 2002, Encarta Standard 2006, Money 2006 Standard, Streets & Trips Essentials 2006, Digital Image Standard 2006.
- Works Plus 2008* (Works 9.0): Word 2003.

(*) Produto disponível somente para OEM.